# Stanley Middleton
Stanley Middleton (Bulwell, 1 augustus 1919 – 25 juli 2009) was een Engels romanschrijver.
Middleton ging naar de universiteit van Nottingham en begon er met schrijven. In 1958 werd zijn eerste boek, A Short Answer gepubliceerd. Middleton onderwees vele jaren Engels aan een middelbare school en was een vruchtbaar schrijver. Met zijn roman Holiday uit 1974 won hij de Booker Prize. Zijn 44e roman, Her Three Wise Men, verscheen in 2008.
Middleton was ook een geoefend organist en een begaafd aquarelschilder. Zo werkte hij bij de heruitgave van Holiday (1974) in 2006 mee aan de illustraties.
Een reporter van de The Sunday Times zond in 2006 als journalistieke stunt de eerste hoofdstukken van Holiday naar een aantal uitgevers en literaire agenten, maar allen weigerden het werk.

### Fictie
- A Short Answer (1958)
- Harris's Requiem (1960)
- A Serious Woman (1961)
- The Just Exchange (1962)
- Two's Company (1963)
- Him They Compelled (1964)
- Terms of Reference (1966)
- The Golden Evening (1968)
- Wages of Virtue (1969)
- Apple of the Eye (1970)

- Brazen Prison (1971)
- Cold Gradations (1972)
- A Man Made of Smoke (1973)
- Holiday (1974)
- Distractions (1975)
- Still Waters (1976)
- Ends and Means (1977)
- Two Brothers (1978)
- In a Strange Land (1979)
- The Other Side (1980)

- Blind Understanding (1982)
- Entry into Jerusalem (1983)
- The Daysman (1984)
- Valley of Decision (1985)
- An After-Dinner's Sleep (1986)
- After a Fashion (1987)
- Recovery (1988)
- Vacant Places (1989)
- Changes and Chances (1990)
- Beginning to End (1991)

- A Place to Stand (1992)
- Married Past Redemption (1993)
- Catalysts (1994)
- Toward the Sea (1995)
- Live and Learn (1996)
- Brief Hours (1997)
- Against the Dark (1998)
- Necessary Ends (1999)
- Small Change (2000)
- Love in the Provinces (2002)

- Brief Garlands (2004)
- Sterner Stuff (2005)
- Mother's Boy (2006)
- Her Three Wise Men (2008)

## Non-fictie
- Stanley Middleton at Eighty (1999)

- Bibliothèque nationale de France: cb127818718 (data)
- Gemeinsame Normdatei: 124222609
- International Standard Name Identifier: 0000 0001 1461 874X
- Library of Congress Control Number: n50043202
- Nationale Bibliotheek van Tsjechië: jx20050720006
- Nationale Bibliotheek van Israël: 987007603603105171
- Nederlandse Thesaurus van Auteursnamen: 069979650
- SNAC: w6qg22wd
- Système universitaire de documentation: 060841559
- Trove: 921778
- Virtual International Authority File: 77242455
- WorldCat: E39PBJvRWVkVx8GDG4hJyp9VYP